# FIVE KEYS
『FIVE KEYS』（ファイヴ・キーズ）は、1999年7月23日に発売されたゴスペラーズのメジャーデビュー後5枚目のアルバム。

## 概要
- アルバムアートワークは、「品川インターシティ」のA棟エントランスで撮影された。
- ア・カペラ作品「夜をぶっとばせ」や「讃歌」はいずれも生音源を収録。
- 10曲目「あたらしい世界」のボリュームがシングルバージョンよりやや小さい。
- 売上は前作よりもダウンした。だが後のインタビューで、黒沢薫、酒井雄二、村上てつや、安岡優の4人は、このアルバムを「重要なターニングポイントになった」と述べている[1]。
- シングル「熱帯夜」との連動企画で、スペシャルアナログ盤（全て未CD化）のプレゼントがあった。

## 収録曲
1. FIVE KEYS　（4:39）
  - 作詞: 酒井雄二、村上てつや/作曲: 村上てつや、黒沢カオル、酒井雄二、K-Muto/編曲: K-Muto、村上てつや
2. 熱帯夜　（4:04）
  - 作詩: 安岡優/作曲: 黒沢カオル、北山陽一、妹尾武/編曲: 田辺恵二

12thシングル曲。このアルバムの先行シングル。
3. 逃飛行　（4:46）
  - 作詩: 安岡優/作曲: 黒沢カオル/編曲: 田辺恵二
4. LOSER　（5:13）
  - 作詩: 安岡優/作曲: 村上てつや、酒井雄二、安岡優/編曲: 田辺恵二

Love Notesに収録されたものとは違いがあり、イントロ部分に波の音が入っている。
5. I LOVE YOU, BABY　（5:07）
  - 作詩: 安岡優/作曲: 中西圭三、小西貴雄/編曲: 小西貴雄
6. 夜をぶっとばせ (Live)　（3:21）
  - 作詞: 村上てつや、安岡優/作曲: 北山陽一、村上てつや/編曲: 北山陽一

業界関係者50人を招いてレコーディングを行った。
7. 讃歌 (Live)　（2:52）
  - 作詞・作曲・編曲: 酒井雄二

上の「夜をぶっとばせ」と同じレコーディング。
8. まちがいさがし　（3:40）
  - 作詞: 村上てつや、安岡優/作曲: 村上てつや/編曲: K-Muto
9. THAT'S WHAT I WANT　（4:38）
  - WORDS&MUSIC: MARK MUELLER&JEFF PESCETTO /日本語詞: 安岡優/編曲: 田辺恵二
10. あたらしい世界/Rocking and Crying Blues　（8:23）
  - 「あたらしい世界」(0:00 - 4:44)

作詞: 康珍化/作曲: 北山陽一/編曲: 藤井丈司
11thシングル曲。一青窈の詞に触発されて北山が書いた曲。作詞は康珍化による。
2008年11月18日放送の『誰も知らない泣ける歌』において、この曲が採用されゴスペラーズ本人達が出演して歌った。
  - 「Rocking and Crying Blues」(5:55 - 8:23)

「あたらしい世界」の後に隠しトラックとして収録されている。アルバム名にも使われたドゥーワップグループのThe Five Keysのカバーである。